# Kardynałowie z nominacji Hadriana IV
Papież Hadrian IV w ciągu pięciu lat pontyfikatu mianował prawdopodobnie jedenastu kardynałów. Na podstawie analiz podpisów kardynalskich na bullach papieskich możliwe jest ustalenie prawdopodobnych dat promocji większości spośród nich:

## Nominacje 22 grudnia 1156
1. Boso CanReg, kamerling – kardynał diakon Ss.Cosma e Damiano, następnie kardynał prezbiter S. Pudenziana (18 grudnia 1165), zm. 1178
2. Bonadies – kardynał diakon S. Angelo, następnie kardynał prezbiter S. Crisogono (15 marca 1158), zm. 1162
3. Ardicio Rivoltella, subdiakon S.R.E. – kardynał diakon S. Teodoro, zm. 1186
4. Alberto de Morra, OPraem, magister na Uniwersytecie w Bolonii – kardynał diakon S. Adriano, następnie kardynał prezbiter S. Lorenzo in Lucina (15 marca 1158); od 21 października 1187 papież Grzegorz VIII, zm. 17 grudnia 1187

## Nominacja 21 września 1157
1. Simone Borelli OSB, opat Subiaco – kardynał diakon S. Maria in Domnica, zm. ok. 1184

## Nominacje 15 marca 1158
1. Guglielmo Marengo, archidiakon Pawii – kardynał prezbiter S. Pietro in Vincoli, następnie kardynał biskup Porto e S. Rufina (18 grudnia 1176), zm. 18 stycznia 1178
2. Cinzio Capello – kardynał diakon S. Adriano, następnie kardynał prezbiter S. Cecilia (23 września 1178), zm. 1182
3. Pietro di Miso – kardynał diakon S. Eustachio, następnie kardynał prezbiter S. Lorenzo in Damaso (18 grudnia 1165), zm. 14 września 1174
4. Raymond de Nîmes, kanonik kapituły w Beauvais – kardynał diakon S. Maria in Via Lata, zm. 1176

## Nominacje 20 grudnia 1158
1. Walter CanReg – kardynał biskup Albano, zm. 1177
2. Giovanni Conti da Anagni – kardynał diakon S. Maria in Portico, następnie kardynał prezbiter S. Marco (18 grudnia 1165), kardynał biskup Palestriny (sierpień 1190), zm. 1196

## Wątpliwe przypadki
Zarówno Brixius jak i Barbara Zenker wymieniają jeszcze dwóch innych kardynałów: Ubaldo, prezbitera S. Luciae (= S. Lorenzo in Lucina) oraz Guido, diakona S. Maria in Aquiro. 
Kardynał Ubaldo z S. Lucia pojawia się jedynie na dwóch bullach Hadriana IV: z 15 października 1156 oraz 3 czerwca 1157. Bulle te nie są znane z oryginałów i w obu przypadkach są poważne zastrzeżenia co do poprawności kopii zawierających imię i tytuł tego kardynała, przekazanych przez Migne'go. Inna edycja bulli z 15 października 1156 zawiera w tym miejscu sygnaturę: Anbaldus presbiter cardinalis tituli S. Crucis in Hierusalem. Z kolei inna edycja bulli z 3 czerwca 1157 podaje tę sygnaturę również jako Ubaldus presbiter cardinalis tituli S. Crucis, co jasno wskazuje, że wymieniony przez Brixiusa i Zenker kardynał Ubaldo z S. Lucia zawdzięcza swoje istnienie jedynie pomyłkom kopistów, a na obu tych dokumentach w rzeczywistości podpisał się mianowany w 1144 kardynał Ubaldo Caccianemici, który jest poświadczony na wielu innych bullach z tego okresu. Podobne przypadki są znane w literaturze przedmiotu.
Również kardynał Guido z S. Maria in Aquiro najprawdopodobniej nigdy nie istniał. Odpowiednie podpisy na dwóch znanych tylko z kopii bulli datowanych 13 czerwca 1157 najprawdopodobniej są zniekształconymi podpisami kardynała Guido di Crema, diakona S. Maria in Portico (a nie in Aquiro). Wskazuje na to m.in. miejsce tego podpisu w porządku starszeństwa.